# Urophora doganlari
Urophora doganlari
 es una especie de insecto díptero del género Urophora de la familia Tephritidae. Kutuk lo describió científicamente por primera vez en el año 2006 en base a ejemplares encontrados en Turquía. Pertenece al grupo de especies quadrifasciata.